# Acanthormius flavoapicalis
Acanthormius flavoapicalis är en stekelart som beskrevs av Sergey A. Belokobylskij 1990. Acanthormius flavoapicalis ingår i släktet Acanthormius och familjen bracksteklar. Inga underarter finns listade i Catalogue of Life.